# Time's Up!
 (novembre 2022).
Si vous disposez d'ouvrages ou d'articles de référence ou si vous connaissez des sites web de qualité traitant du thème abordé ici, merci de compléter l'article en donnant les références utiles à sa vérifiabilité et en les liant à la section « Notes et références ».
Time's Up! est un jeu de société créé par Peter Sarrett en 1999, dérivé du « jeu du chapeau ».

## Historique
Le Time's Up! , inventé en 1999 par l'Américain Peter Sarrett, s'inspire d'un parlour game connu sous le nom de Célébrité (en) ou « jeu du chapeau », qui consiste à faire deviner des noms de personnalités.
Par la suite, Peter Sarrett a créé plusieurs extensions en langue anglaise de son jeu.
Deux versions francophones ont été développées en 2005 par Repos Production, et une troisième a été éditée en 2007. Les versions européennes et québécoises sont éditées par Repos Production, et distribuées par Asmodée.
En France, le jeu est parfois pratiqué sous le nom de jeu du chapeau. Il se joue avec du papier, des crayons et une montre. Les joueurs créent les cartes de jeux lors d'une phase de préparation. Chaque joueur crée trois cartes, chacune avec un mot de son choix (généralement un substantif). Après la préparation, le jeu se déroule selon les mêmes règles que le Time's Up!.

## Règle du jeu

### Matériel
- 1 carnet de résultats
- 1 sablier ou 1 buzzer
- 1 biographie succincte des personnalités du jeu
- 1 règle du jeu
- 1 sac de transport
- Des cartes comportant 2 personnalités chacune. Elle sont différentes et plus ou moins nombreuses selon la version du jeu. Pour Time's Up Party, les personnages à deviner sont les suivants:

Achille

André Agassi

Agrippine

Ajax

Aladdin

Alexandre le Grand

Salvador Allende

André-Marie Ampère

Aragorn

Jeanne d'Arc

Archimède

Thierry Ardisson

Arlequin

d'Artagnan

Yann Arthus-Bertrand

Alexandre Astier

Atlas

Paul Auster

Daniel Auteuil

Charles Aznavour

Ali Baba

Bacchus

Edouard Baer

Bagheera

Josiane Balasko

Daniel Balavoine

Rocky Balboa

Bambi

Barbe-noire

Brigitte Bardot

Drew Barrymore

Jean-Michel Basquiat

Batman

François Bayrou

Sydney Bechet

Boris Becker

Guy Bedos

Pierre Bellemare

Jean-Paul Belmondo

Monica Bellucci

Bénabar

Ben-Hur

Beowulf

Michel Berger

Luc Besson

Enki Bilal

Bioman vert

Jane Birkin

Blanche-neige

Napoléon Bonaparte

James Bond

Bono

Patrick Bouchitey

Joseph Bouglione

Jason Bourne

Bourvil

Martin Bouygues

José Bové

Georges Brassens

Claude Brasseur

Jacques Brel

James Brown

Dave Brubeck

Patrick Bruel

Yul Brynner

Buffalo Bill

Bugs Bunny

Lincoln Burrows

Cabu

Calypso

Philippe Candeloro

Guillaume Canet

Maître Capello

Capitaine Haddock

Capitaine Flam

Al Capone

Pierre Cardin

Mariah Carey

Juan Carlos

John Carpenter

Casimir

Vincent Cassel

Bianca Castafiore

Sébastien Cauet

Capitaine Caverne

Cendrillon

Jules César

Sébastien Chabal

Alain Chabat

Jackie Chan

Manu Chao

Robert Charlebois

Georges Charpak

Le Chat Botté

Lady Chatterley

Claire Chazal

Cheeta

Jacques Chirac

Frédéric Chopin

Christian Clavier

Cléopâtre

Julien Clerc

Jimmy Cliff

George Clooney

Cyril Collard

Christophe Colomb

Yvan Colonna

Coluche

Columbo

Commissaire Maigret

Sean Connery

Sheldon Cooper

Clovis Cornillac

Patricia Cornwell

Marion Cotillard

Grégory Coupet

Crésus

Croc-Blanc

Davy Crockett

Lara Croft

Gendarme Cruchot

Cruella

Robinson Crusoé

Puff Daddy

Dalida

Béatrice Dalle

Matt Damon

Joe Dassin

Rachida Dati

Alphonse Daudet

Dave

Poil de Carotte

Geneviève de Fontenay

Charlotte de Turckheim

Dominique de Villepin

Danny de Vito

Djamel Debouzze

Christophe Dechavanne

Dédale

Jean-Luc Delarue

Alain Delon

Catherine Deneuve

Gérard Depardieu

Inspecteur Derrick

Pierre Desproges

Leonardo DiCaprio

Diam's

Céline Dion

Donatello

Julien Doré

Dracula

Maurice Druon

Didier Drogba

Franck Dubosc

Donald Duck

Alexandre Dumas (père)

Romain Duris

Jacques Dutronc

Zac Efron

Albert Einstein

Esméralda

Laurent Fabius

Mylène Farmer

Fergie

Fernandel

Jules Ferry

Albert Fert

François Fillon

Colin Firth

Marc-Olivier Fogiel

Claude François

Frankenstein

Frère Tuck

Louis de Funès

Jean Gabin

Monseigneur Gaillot

Serge Gainsbourg

France Gall

Liam Gallagher

Laurent Garnier

Garou

Roland Garros

Bill Gates

Charles de Gaulle

Jean-Paul Gaultier

Le Géant vert

Richard Gere

Véronique Genest

Laurent Gerra

Godzilla

Jean-Jacques Goldman

Goliath

John Goodman

Flash Gordon

Jean-Paul Goude

Goya

Jean-Christophe Grangé

David Guetta

Johnny Hallyday

Thierry Henry

Hercule

Hergé

Patrick Hernandez

François Hollande

Sherlock Holmes

Gérard Holtz

Michel Houellebecq

Victor Hugo

Saddam Hussein

Jack l'éventreur

Michael Jackson

Jacquouille la fripouille

Jamiroquai

Jenifer

Magic Johnson

Indiana Jones

Michael Jordan

Lionel Jospin

Francis Joyon

Judas (Iscariote)

Gérard Jugnot

Patricia Kaas

John Fitzgerald Kennedy

Sandrine Kiberlain

Stephen King

Nastassia Kinski

Calvin Klein

Gérard Klein

King Kong

Mila Kunis

Bernard Kouchner

La Comtesse de Ségur

La fée Clochette

Jean de La Fontaine

Thierry La Fronde

La vache qui rit

Gaston Lagaffe

Brigitte Lahaie

Laïka

Christophe Lambert

Jack Lang

Anne-Sophie Lapix

Mélanie Laurent

Jude Law

Yvan le Bolloc'h

Pierrot le fou

Le Marsupilami

Le Petit Prince

Le Yéti

Bruce Lee

Michel Leeb

Princesse Leia

Claude Lelouch

Lénine

Sergio Leone

Léonidas

Julien Lepers

Nolwenn Leroy

Julie Lescaut

Carl Lewis

Thierry Lhermitte

Lio

Sébastien Loeb

Lorie

Courtney Love

Renan Luce

Arsène Lupin

Thierry Lhermitte

Guy Lux

(Angus) MacGyver

Madonna

Christophe Maé

Benoît Magimel

Laure Manaudou

Sophie Marceau

Roland Marci

Marie-Antoinette

Bob Marley

Mireille Mathieu

Mathusalem

Mimie Mathy

Marty McFly

Bernard Ménez

Kad Merad

Freddie Mercury

Merlin l'enchanteur

Jacques Mesrine

Alex Métayer

Frédéric Michalak

André Michelin

Glenn Miller

Christophe Miossec

François Mitterrand

Moïse

Molière

Marilyn Monroe

Monsieur Patate

Gilbert Montagné

Tony Montana

Yves Montand

Guy Môquet

Jean-Marc Morandini

Jeanne Moreau

Clara Morgane

Jean-Marc Mormeck

Morphée

Ennio Morricone

Étienne Mougeotte

Jean Moulin

Eddie Murphy

Rafael Nadal

Naruto

Youssou N'Dour

Nessie

Noé

Philippe Noiret

Nostradamus

Ozzy Osbourne

Jimmy Page

Marcel Pagnol

Florent Pagny

Pierre Palmade

Peter Pan

Panpan

Jean-Pierre Papin

Vanessa Paradis

Louis Pasteur

Pénélope

Jean-Pierre Pernaut

Pierre Perret

Le Petit Chaperon rouge

Petit Gibus

Édith Piaf

Pablo Picasso

Piggy la cochonne

Pikachu

Pinocchio

Brad Pitt

Bernard Pivot

Michel Platini

Pocahontas

Hercule Poirot

Patrick Poivre d'Arvor

Matt Pokora

Michel Polnareff

Georges Pompidou

Popeye

Mary Poppins

Jacques Pradel

Elvis Presley

Monsieur Propre

Pygmalion

Quasimodo

Don Quichotte

Omar Raddad

Rahan

Rantanplan

Rayman

Otis Redding

Jean-Luc Reichmann

Renaud

Jean Réno

Keith Richards

Richelieu

Julia Roberts

Muriel Robin

Yves Rocher

Thierry Roland

George Romero

Johnny Rotten

Anne Roumanoff

Olivia Ruiz

Patrick Sabatier

Bruno Salomone

Pete Sampras

Michel Sardou

Marjane Satrapi

William Saurin

Arnold Schwarzenegger

Michael Scofield

Martin Scorsese

Scoubidou

Patrick Sébastien

Michel Serrault

Shéhérazade

Sheila

Marc Simoncini

Marge Simpson

Anne Sinclair

Bruno Solo

Jack Sparrow

Britney Spears

Diana Spencer

Spider-Man

Steven Spielberg

Joey Starr

Stitch

Sting

Superman

Omar Sy

Tarzan

Fred Testot

Margaret Thatcher

Thor

Patrick Timsit

Tintin

John Travolta

Charles Trenet

François Truffaut

Jo-Wilfried Tsonga

Chris Tucker

Tina Turner

Mark Twain

Oliver Twist

Dark Vador

Usher

Michel Vaillant

Jean Valjean

Simone Veil

Lino Ventura

Vercingétorix

Jules Verne

Victor le Nettoyeur

Jacques Villeret

David Vincent

Léonard de Vinci

Voltaire

Laurent Voulzy

Barry White

Robin Williams

Amy Winehouse

Ophélie Winter

Rama Yade

Michaël Youn

Zarathoustra

Zazie

Zelda

Karl Zéro

Zinedine Zidane

Claude Zidi

### But du jeu
Le but du jeu est simple : en trois manches (quatre avec les règles ajoutées à la version purple) et en un minimum de temps, vous devez faire découvrir à vos partenaires le plus de personnages (ou noms communs ou titres d’œuvres, selon la version).

### Déroulement
Time's Up! se pratique en équipes. Les membres des équipes sont répartis autour de la table à intervalles réguliers (par exemple : membre de l'équipe 1, puis membre de l'équipe 2, puis membre de l'équipe 3, ensuite 2e membre de l'équipe 1, etc.) Le jeu se déroule en trois ou quatre manches pendant lesquelles chaque équipe devra découvrir le plus de personnages (ou noms communs ou titres) possible. On joue toujours avec les 40 mêmes cartes, donc les 40 mêmes personnages (ou noms communs ou titres).
À chaque manche, un joueur essaie de faire deviner le plus de personnages (ou noms communs ou titres) possible à son équipe pendant que 30 secondes s'écoulent dans un sablier.
- Lors de la première manche, on peut parler, sans bien sûr prononcer le nom du personnage (ou nom commun ou titre) à découvrir. Il est évident qu'on n'a pas le droit non plus aux traductions en langue étrangère (dire white pour faire deviner Blanc, par exemple), ni aux allusions à l'orthographe (ex. : ça commence par telle lettre, mais on peut décomposer le mot en syllabes pour tenter de le faire deviner) ou à la prononciation du mot (dire que ça ressemble à sapin pour faire deviner Papin, par exemple, mais on peut dire : « le nom ressemble à l'arbre auquel on accroche les boules à Noël »). On a aussi le droit de citer une œuvre du personnage qu'on cherche à faire deviner ou inversement un personnage pour faire deviner une œuvre. Si les partenaires découvrent la réponse, la carte est gagnée et on tire la suivante. Il est interdit d'écarter une carte difficile. Lorsque le sablier a fini de s'écouler, le joueur suivant s'empare de la carte en cours et essaie à son tour de la faire deviner à ses partenaires. Quand les 40 cartes ont été découvertes, la première manche est terminée. On compte les cartes gagnées par chaque équipe.
- Lors de la deuxième manche, quelques règles changent. Il n'est permis que de prononcer un seul mot (les nom et prénom d'un personnage comptent pour 2 mots différents), et les joueurs ne peuvent donner qu'une seule réponse. Par contre, on peut passer une carte jugée trop difficile.
- Lors de la troisième manche, on ne prononce plus un mot, seuls le mime et les onomatopées sont autorisés. À noter qu'on peut fredonner (sans parler) ou siffler un air pour faire deviner un chanteur.
- Les règles décrivant une quatrième manche ont été ajoutées à l'édition purple du jeu : pendant que ses coéquipiers se cachent les yeux, le joueur qui doit faire deviner le personnage prend une pose et dit « Go ! ». Comme pour les deux manches précédentes, ses partenaires n'ont le droit de donner qu'une seule réponse.

Toutes les manches se déroulent avec la même série de personnages (ou noms communs ou titres), ce qui est tout le sel du jeu : il ne faut pas découvrir n'importe quelle réponse à l'aide d'un mot ou d'un mime, mais celle des 40 personnages (ou noms communs ou titres) que le joueur essaie de faire deviner.

### Fin de partie et vainqueur
À la fin des trois ou quatre manches, l'équipe qui a totalisé le plus de points remporte la partie.
En cas d’égalité, l’équipe qui n’a pas commencé la partie l’emporte.

## Versions
Il existe différentes versions du jeu, dont voici une liste non exhaustive correspondant à ceux disponibles en langue française :
- Time's up Bleu : version de base ;
- Time's up Jaune : version de base bis ;
- Time's up Purple : version spéciale avec de nouveaux personnages et surtout une 4e phase : la pose ; 4e phase créée par Baptiste Landon
- Time's up Vert : nouvelle édition de l'été 2011 ;
- Time's up Family 1 et 2 : version spéciale adaptée à un public d'enfants ;
- Time's up Academy 1 et 2 : version spéciale qui ne comprend pas des personnages mais des œuvres (art, cinéma, chanson, littérature, TV) ;
- Time's up Best of : comme son nom l'indique c'est une sélection des meilleurs cartes. Elle comprend la moitié des cartes de la version bleu + la moitié de la version jaune + l'intégralité de la version Purple + les meilleurs de la version Academy.
- Time's up Party : c'est le Time's Up mais avec un buzzer à la place du sablier !
- Time's up Geek : version spéciale jeux de sociétés et leurs créateurs. Éditée en 2000 exemplaires seulement.
- Time's up de Troy : petit deck traitant exclusivement de l'univers de Lanfeust de Troy. Il s'agit d'une opération commerciale : il était disponible uniquement lors de l'achat de trois albums de la collection, et sur une durée très limitée.
- Time's up Kids: version dans laquelle les mots sont remplacés par des dessins, permettant de jouer avec des enfants non lecteurs.
- Time's up Harry Potter: version spéciale univers Harry Potter.

## Récompenses
- Mensa Select Mind Games  2000
- As d'or Jeu de l'année  2006